# Mariscal Brasil
Mariscal es una localidad creada recientemente (5 de marzo de 1992 (33 años) del municipio Bombinhas,  ubicado a 70 km  de Florianópolis, a 40 de Camboriú, a 515 de Porto Alegre, a 670 km de São Paulo, a 1040 km de Río de Janeiro, a 1409 km de Asunción y a 1600 km de Buenos Aires. 
Fue una playa descubierta por los açorianos, que le dieron ese nombre por la gran cantidad de mariscos en sus costados.
Tiene una extensión de 4 km de largo con arenas blancas a base de cuarzo y es una de las playas más limpias del estado de Santa Catarina, que atrae en sus costas a deportistas aficionados al surf, windsurf, trekking, mountain bike, sin olvidar que Mariscal es reconocida como la capital brasileña del Buceo.
Es una de las playas destacadas dentro del municipio de Bombinhas, su extensa franja de arena blanca, combinada con el verde de los cerros y el azul transparente del mar la transforman en un paisaje único. 
Praia do Mariscal es mucho más extensa que Bombas y Bombinhas con 4 kilómetros de longitud, y mar abierto con olas que la hacen buena para surf. Sus arenas son blancas y finas y es espaciosa por lo que en alta temporada resulta a veces más cómoda que las playas del centro de Bombinhas

## Atractivos

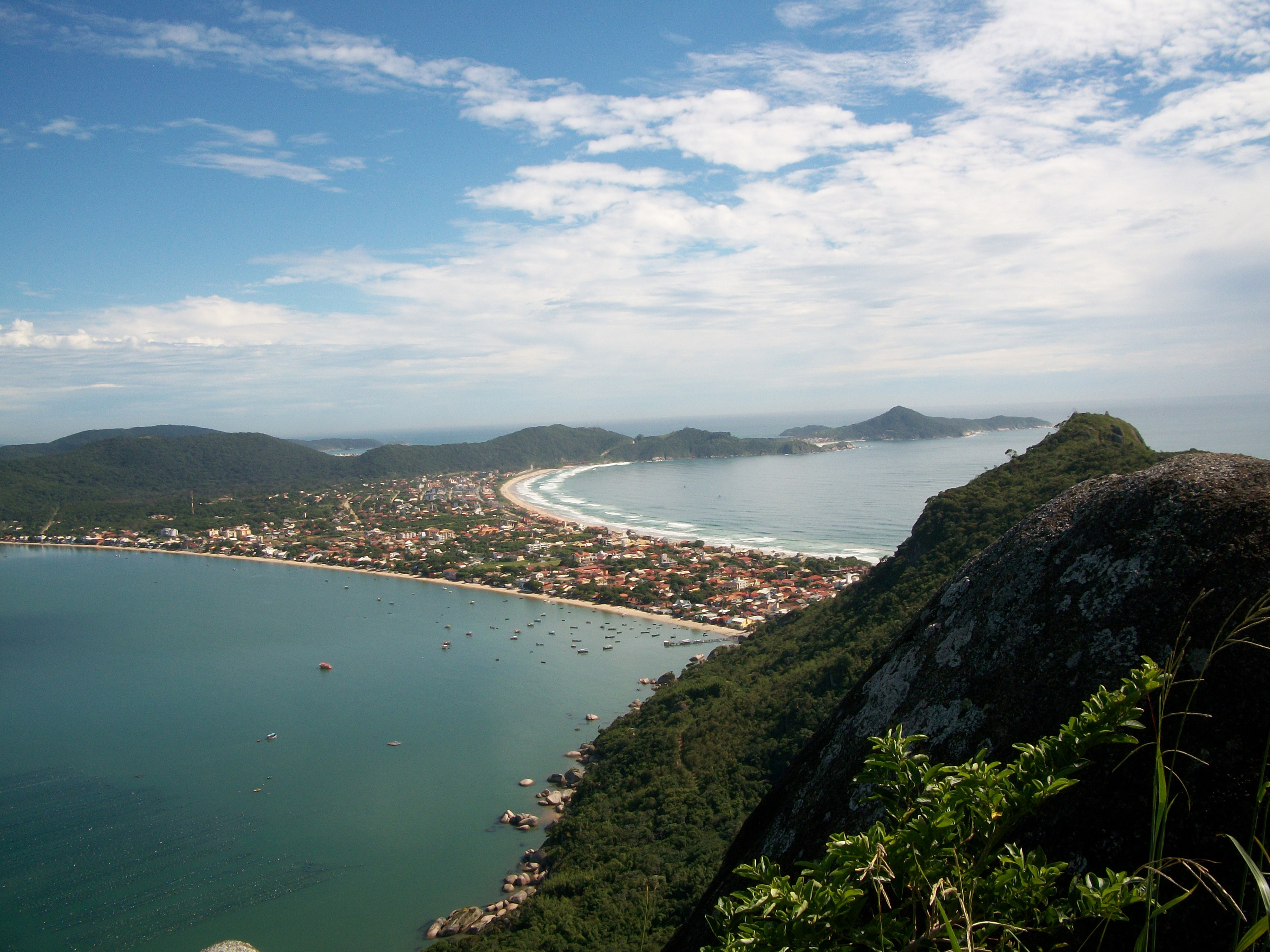
Mirante 360

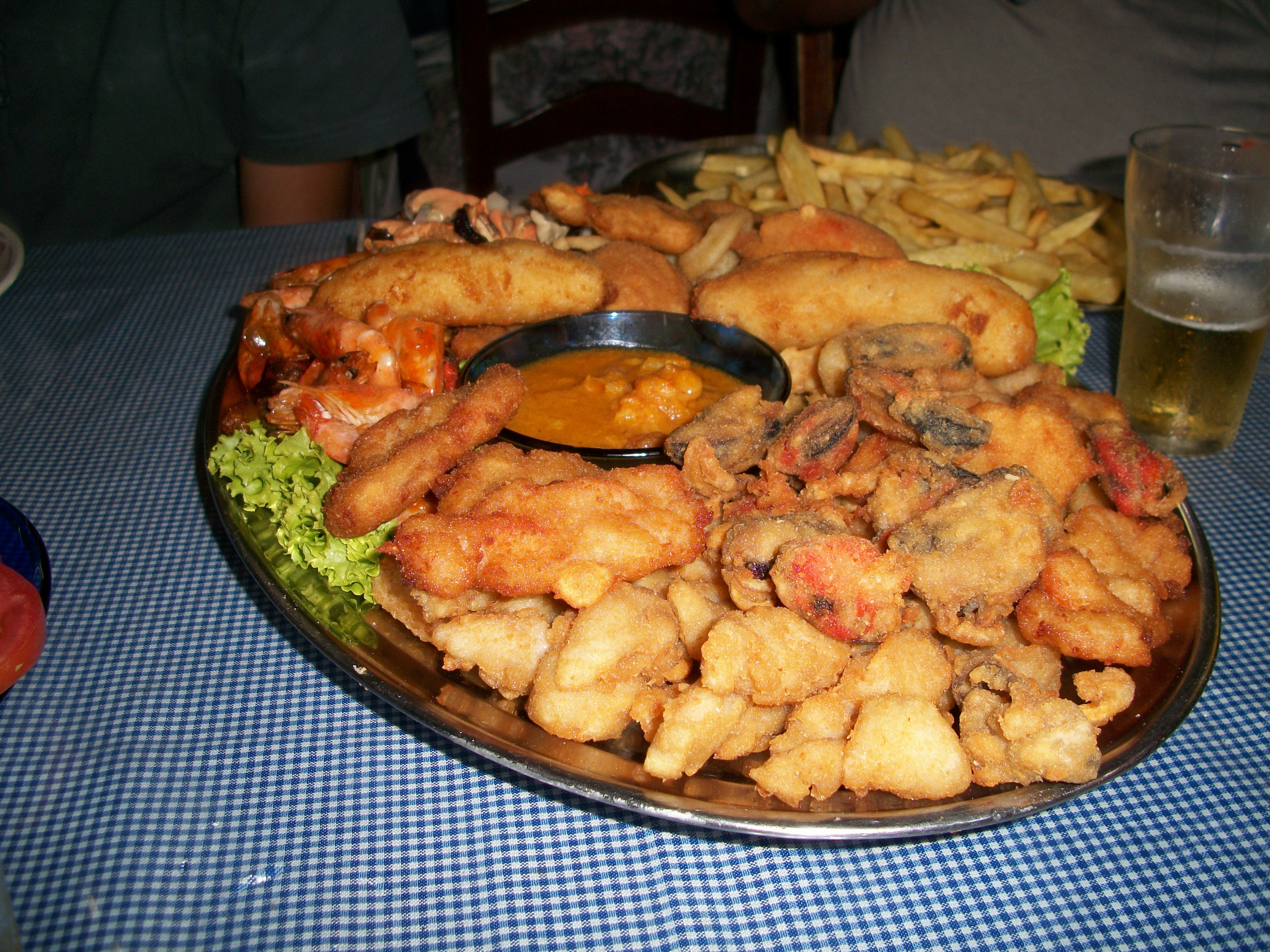
Restaurantes

- Deportes náuticos: Como esquí, Wake Board, Parasiling
- Surf: playas con olas perfectas hacen de esta costa el paraíso de los surfistas
- Paseos: En escuna, velero, lancha y catamarán.
- Caminatas: La floresta Atlántica próxima a los recortes de las playas exhibe hermosos escenarios para trekking ecológico. Maravillosas caminatas pueden hacerse por el Cerro de Macaco que cuenta con un MIRANTE 360 con una vista de toda la península y de las islas de la región. También está entre otros, la RESERVA DEL CERRO DE ZIMBROS con un binóculo para la observación de pájaros.
- Aventura: Cabalgatas, Mountine Bike, Jeep Tour, Paseos en Buggy.
- Gastronomía: El visitante podrá saborear deliciosos platos a base de frutos de mar en los restaurantes especializados de la región, muchos están ubicados a orillas del mar.
- Historia, cultura y pesca artesanal: El estilo típico de la Cultura Azoriana todavía es percibido en el pueblo, la pesca artesanal, los artesanatos, museos, las casas, redes y sus barcos coloridos renacen la historia de la región

- Datos: Q5999288